# Glottopolitique
La glottopolitique est un concept de sociolinguistique créé par Jean-Baptiste Marcellesi et Louis Guespin.

## Définition
« Nous définirons comme glottopolitique toute action de gestion de l’interaction langagière où intervient la société. (…) La glottopolitique est sans cesse en œuvre ; c’est un continuum qui va d’actes minuscules, généralement considérés comme anodins (reprise d’une « faute » au titre d’une norme) à des interventions considérables (droit à telle catégorie de prendre la parole sous forme écrite […] ou orale […]), concernant à la limite la langue elle-même (…) : promotion, interdiction (…), changement de statut. (…) Il n’y a pas de communauté sociale sans glottopolitique. »
« La glottopolitique est (…) une pratique sociale, à laquelle nul n’échappe (on "fait de la glottopolitique sans le savoir", qu’on soit simple citoyen ou ministre de l’économie). »